# Ansett Australia
Ansett Australia war eine australische Fluggesellschaft mit Sitz in Melbourne und Mitglied der Luftfahrtallianz Star Alliance. Sie hat im Jahr 2001 Insolvenz angemeldet und daraufhin den Betrieb eingestellt.

## Geschichte

### Erste Jahre

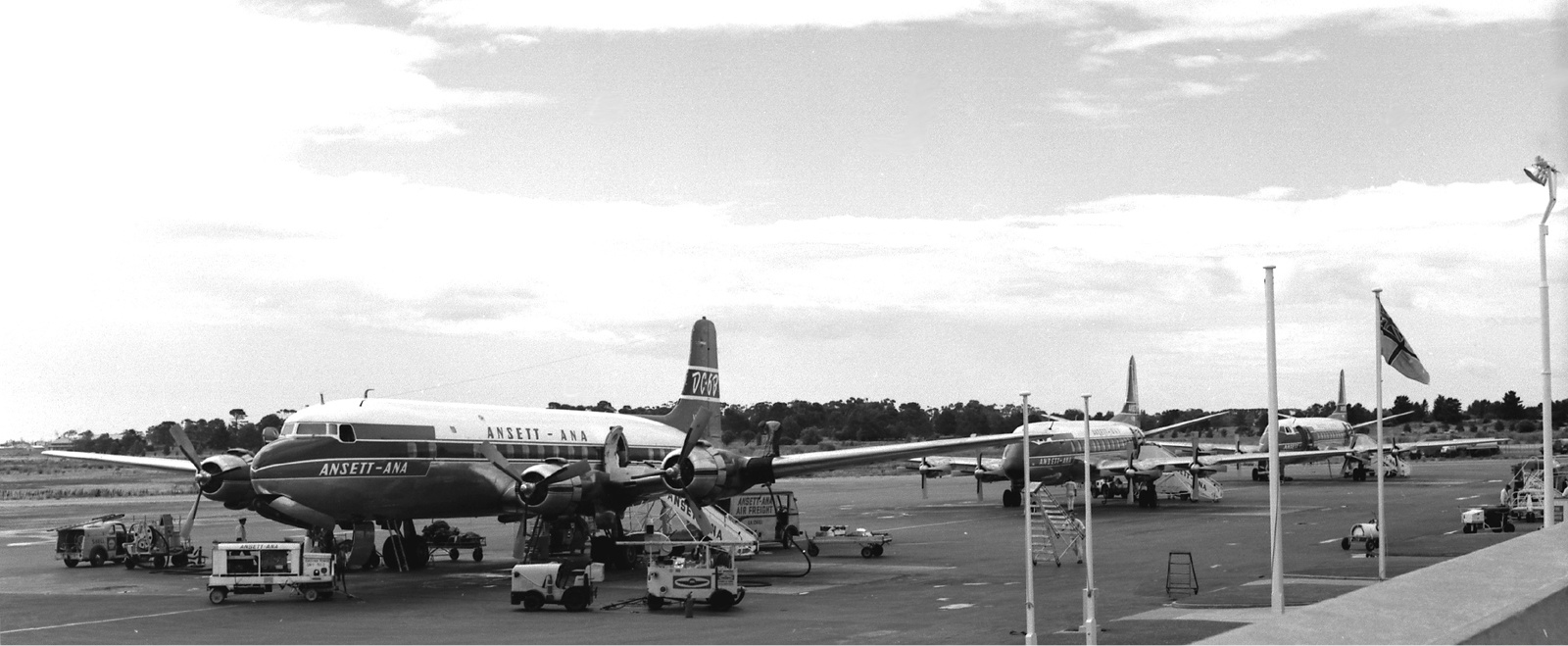
Ansett-ANA Douglas DC-6B in Adelaide International Airport in den frühen 1960er Jahren.

Im Jahr 1931 gründete der Australier Reginald Ansett ein Transportunternehmen und begann mit Bus- und LKW-Fahrten in Victoria. Im Jahr 1936 schuf er die neue Fluggesellschaft als Ansett Airways Pty. Ltd, die bald den Flugbetrieb zwischen Melbourne und Hamilton mit einer Fokker Universal aufnahm. In der folgenden Zeit kaufte Ansett viele kleinere Fluggesellschaften auf. Nach dem Zweiten Weltkrieg wurde Ansett durch die Zwei-Fluglinien-Strategie (Two-Airlines-Policy) der australischen Regierung benachteiligt und investierte infolgedessen stärker in den Schiffs- und Hotelsektor. Dies änderte sich am 4. Oktober 1957, als Ansett den bisherigen Hauptkonkurrenten ANA aufkaufen durfte, die Australian National Airways. Danach dominierte Ansett gemeinsam mit dem staatlichen Anbieter TAA den inneraustralischen Passagierflugverkehr. Die Fusion mit ANA blieb bis 1969 durch den Namen Ansett-ANA sichtbar, danach wurde der Name Ansett Australia gewählt, und weiterhin kleinere Firmen aufgekauft und teilweise als Tochterfirmen weiterbetrieben. Die älteren, aber günstigen Flugzeuge Vickers Viscount und Lockheed L-188 Electra kamen zum Einsatz, weil Ansett durch die Übernahme zunächst finanziell geschwächt blieb.

### Das Jet-Zeitalter

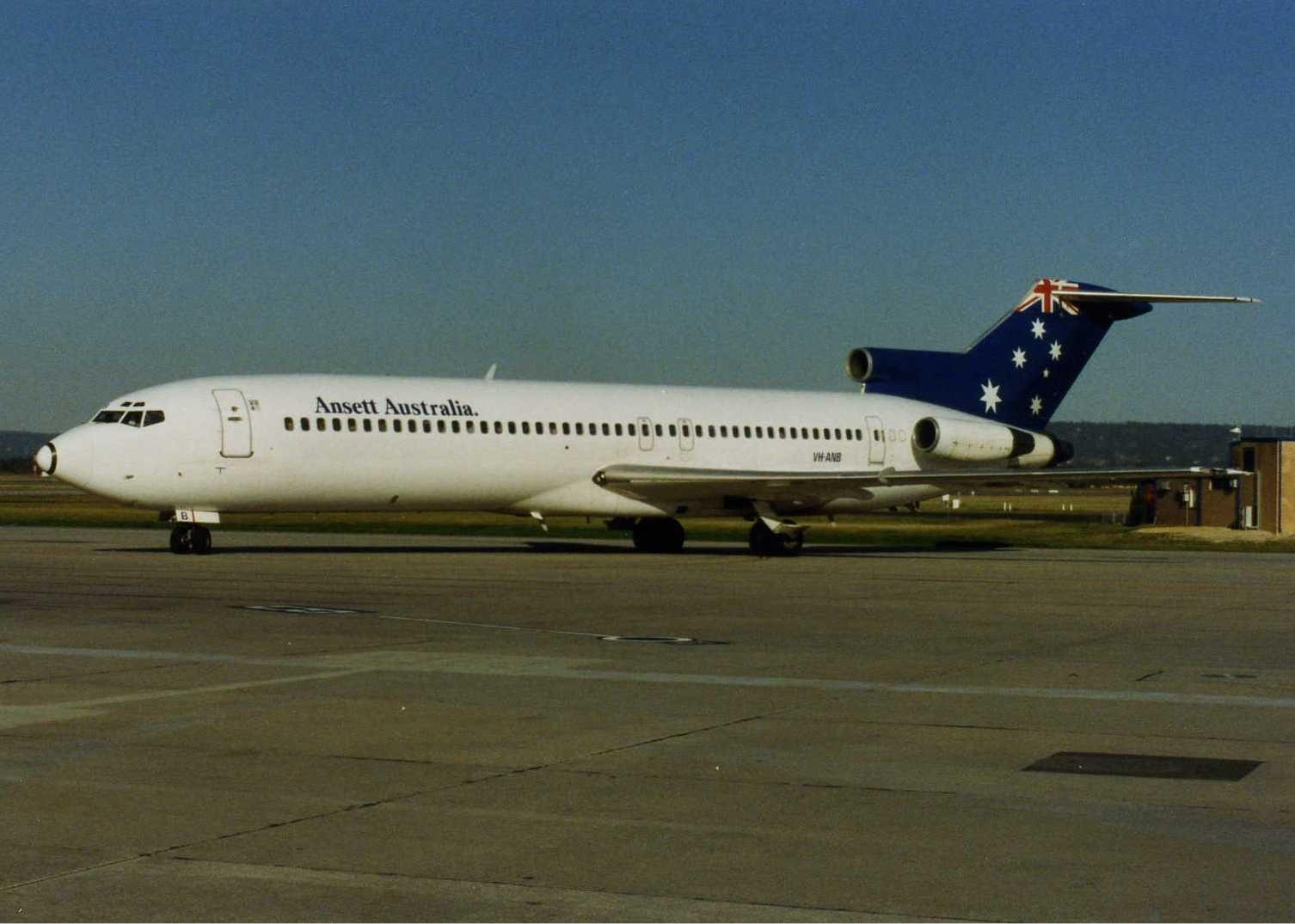
Boeing 727-200 der Ansett

Die Boeing 727 war ab November 1964 Ansetts erster Jet. Neben Australien war auch Port Moresby im damaligen Treuhandgebiet Neuguinea ein zentraler Einsatzschwerpunkt von Ansett. 1981 bestellte man eine völlig neue Flotte u. a. Boeing 767 und Boeing 737.
Nach der Deregulierung des Passagierflugmarktes von 1990 wurden die Fluggesellschaften East-West Airlines, Ansett WA und Ansett Express zu Ansett Australia zusammengefasst, die zwei Jahre darauf die ersten internationalen Flüge aufnahm, wie beispielsweise nach Hongkong. Die internationale Expansion erfolgte vorsichtig und langsam, da man nun in ein Geschäftsfeld vordrang, in dem bisher nur Qantas Airways tätig war.
Seit März 1999 war Ansett Australia Mitglied der Luftfahrtallianz Star Alliance.
Im Februar 2000 übernahm die bisher mit 50 % an der Ansett Australia beteiligte Air New Zealand von der News Corporation die bisher dort verbliebenen 50 % der Anteile.

### Insolvenz

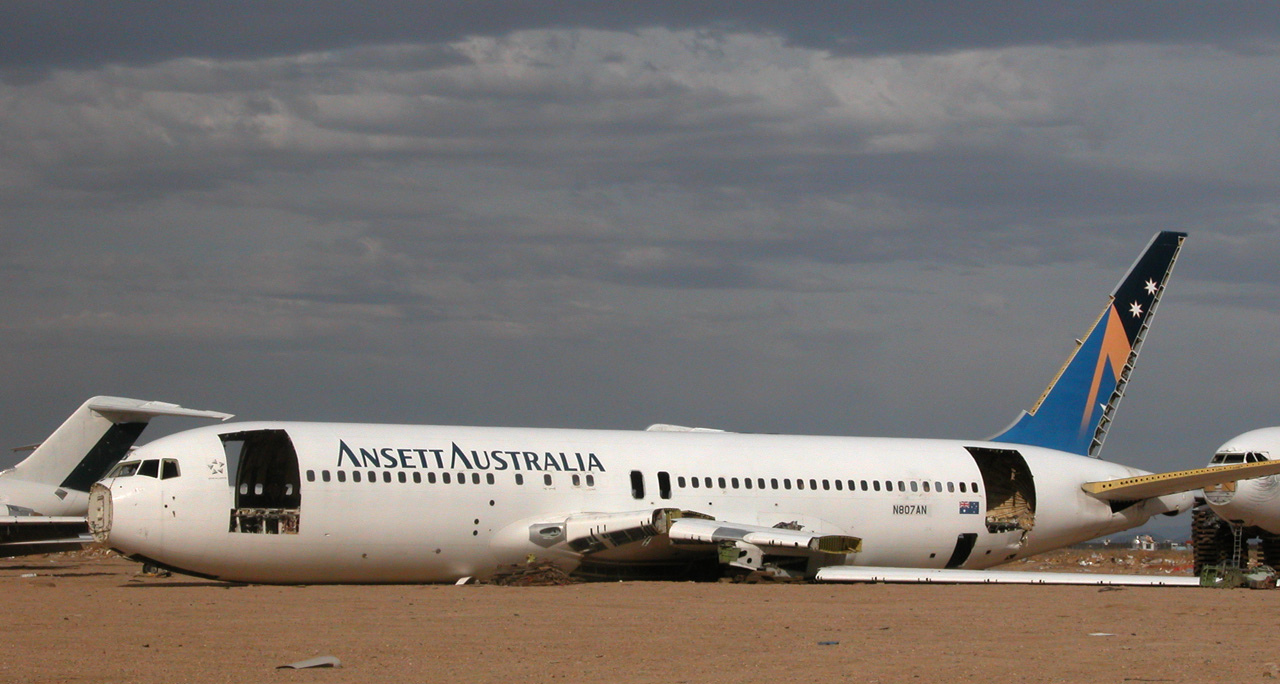
Eine ausgeschlachtete Boeing 767-200 der ehemaligen Ansett Australia, Flugplatz Mojave 2007

Im September 2001 musste Ansett Australia Insolvenz anmelden und stellte bald darauf den Flugbetrieb ein, da die Gesellschaft wir viele andere aufgrund der Terroranschläge am 11. September 2001 von einem Passagierrückgang betroffen war, was dazu führte, dass sie zwischenzeitlich täglich 800.000 Euro Verlust machte. Aus diesen Gründen wurde am 13. September 2001 das Management an PricewaterhouseCoopers übertragen, bevor der Flugverkehr am 14. September eingestellt wurde. Dadurch entstand in Australien eine chaotische Situation an den Flughäfen, da nahezu sämtliche Flugverbindungen der Airline annulliert wurden und es für diese Fluggäste zunächst keinen Ersatz gab. Schließlich konnten die restlichen australischen Fluggesellschaften die fehlenden Kapazitäten durch gecharterte Flugzeuge kompensieren. Dieses Unterfangen bedeutete einen enormen Kraftaufwand, da Ansett Australia den Inlandsflugverkehr zuvor beherrscht hatte. Mehrere Rettungsversuche schlugen fehl. Auch das Ansett-Terminal am Kingsford Smith International Airport in Sydney musste verkauft werden. Der Erlös diente zur Tilgung der Schulden der Muttergesellschaft von Ansett Australia. 
Heute stehen viele Flugzeuge der Gesellschaft auf Flugzeugfriedhöfen in Arizona. Die Muttergesellschaft Ansett hat die Schulden ihrer ehemaligen Fluggesellschaft zu zahlen.

## Ziele
Ansett Australia bediente zuletzt zahlreiche Ziele innerhalb Australiens, beispielsweise Alice Springs, Brisbane und Hobart, und führte darüber hinaus Flüge zu asiatischen Zielen durch, darunter Shanghai, Osaka und Seoul.

## Flotte

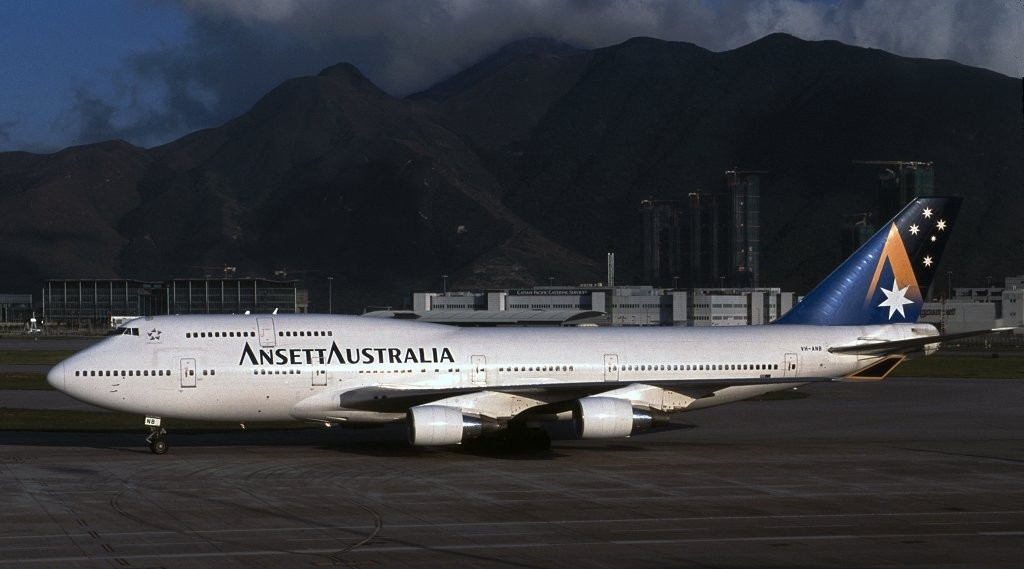
Boeing 747-400 der Ansett, 2001

### Flotte bei Betriebseinstellung

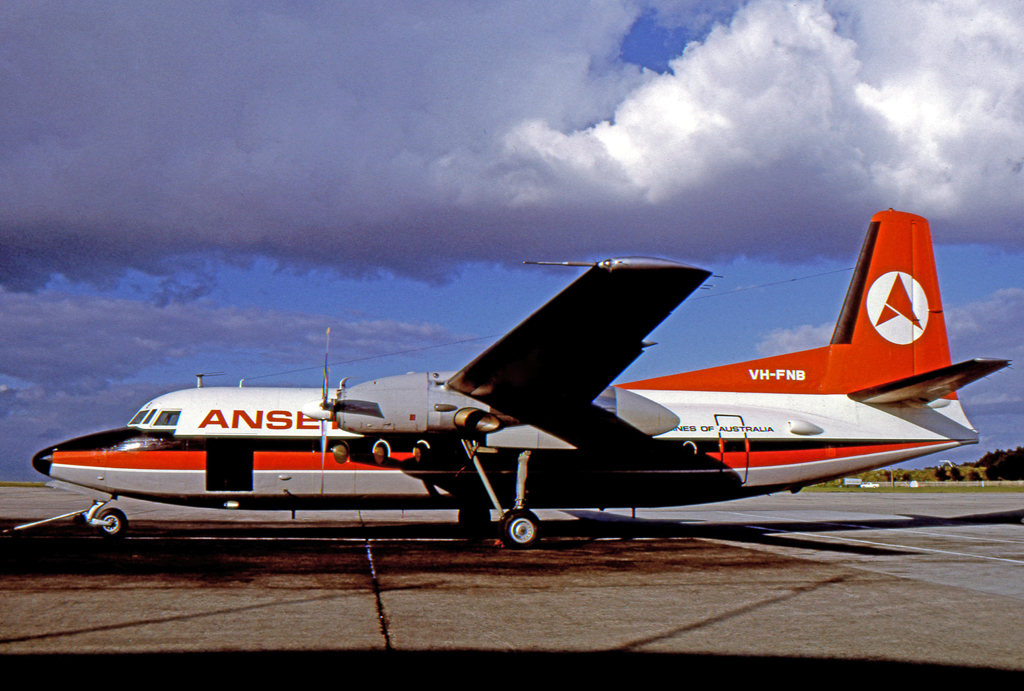
Fokker F-27 der Ansett, 1970

Zum Zeitpunkt der Einstellung des Flugbetriebs bestand die Flotte der Ansett Australia aus 77 Flugzeugen:
- 20 Airbus A320-200
- 18 BAe 146-200
- 01 Boeing 727-200F (Frachtmaschine)
- 23 Boeing 737-300
- 02 Boeing 747-400
- 09 Boeing 767-200
- 04 Boeing 767-300

Alle Maschinen verfügten mit Business und Economy über zwei Beförderungsklassen. Darüber hinaus wurden durch mehrere Fluggesellschaften, darunter Skywest Airlines und Aeropelican Air Services, mit kleinerem Fluggerät Regional- und Zubringerflüge für Ansett Australia durchgeführt.

### Zuvor eingesetzte Flugzeuge

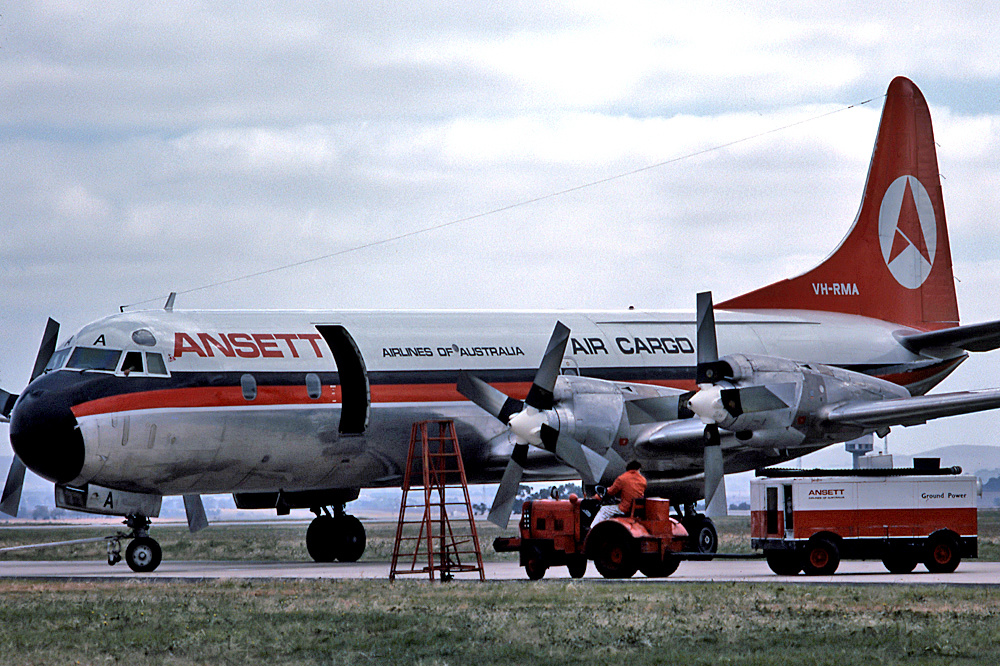
Lockheed L-188A Electra der Ansett, 1977

Bereits vor der Einstellung des Flugbetriebs ausgemustert:
- Aviation Traders ATL-98
- Boeing 747-300
- Bristol 170 Freighter
- Convair CV-340
- Convair CV-440
- de Havilland Canada DHC-6 Twin Otter
- Douglas DC-3
- Douglas DC-4
- Douglas DC-6
- Douglas DC-9
- Fokker F-27
- Fokker F28
- Lockheed L-188 Electra
- Vickers Viscount

## Zwischenfälle
- Am 30. November 1961 zerbrach eine Vickers Viscount 720 der Ansett ANA (VH-TVC) bei starken Turbulenzen und hoher Geschwindigkeit kurz nach dem Start vom Flughafen Sydney-Kingsford Smith (Australien) 5 Kilometer südlich davon in der Luft. Alle 15 Menschen an Bord starben.[4]
- Am 22. September 1966 stürzte eine Vickers Viscount 832 der Ansett ANA (VH-RMI) bei Winton (Australien) auf dem Flug nach Longreach ab, nachdem ein Triebwerk Feuer gefangen hatte und in der Folge eine Tragfläche abgebrochen war. Alle 24 Personen an Bord, 4 Besatzungsmitglieder und 20 Passagiere, starben bei diesem Unfall.[5]